# KLRC4
KLRC4 (англ. Killer cell lectin like receptor C4) – білок, який кодується однойменним геном, розташованим у людей на короткому плечі 12-ї хромосоми. Довжина поліпептидного ланцюга білка становить 158 амінокислот, а молекулярна маса — 18 234.
| 10         |  | 20         |  | 30         |  | 40         |  | 50         |
| ---------- |  | ---------- |  | ---------- |  | ---------- |  | ---------- |
| MNKQRGTYSE |  | VSLAQDPKRQ |  | QRKLKGNKIS |  | ISGTKQEIFQ |  | VELNLQNASS |
| DHQGNDKTYH |  | CKGLLPPPEK |  | LTAEVLGIIC |  | IVLMATVLKT |  | IVLIPCIGVL |
| EQNNFSLNRR |  | MQKARHCGHC |  | PEEWITYSNS |  | CYYIGKERRT |  | WEERVCWPVL |
| RRTLICFL   |  |            |  |            |  |            |  |            |

A: Аланін

C: Цистеїн

D: Аспарагінова кислота

E: Глутамінова кислота

F: Фенілаланін

G: Гліцин

H: Гістидин

I: Ізолейцин

K: Лізин

L: Лейцин

M: Метіонін

N: Аспарагін

P: Пролін

Q: Глутамін

R: Аргінін

S: Серин

T: Треонін

V: Валін

W: Триптофан

Кодований геном білок за функцією належить до рецепторів. 
Локалізований у мембрані.